# Розе (Верхняя Сона)
Розе́ (фр. Rosey) — коммуна во Франции, находится в регионе Франш-Конте. Департамент — Верхняя Сона. Входит в состав кантона Се-сюр-Сон-э-Сент-Альбен. Округ коммуны — Везуль.
Код INSEE коммуны — 70452.

## География

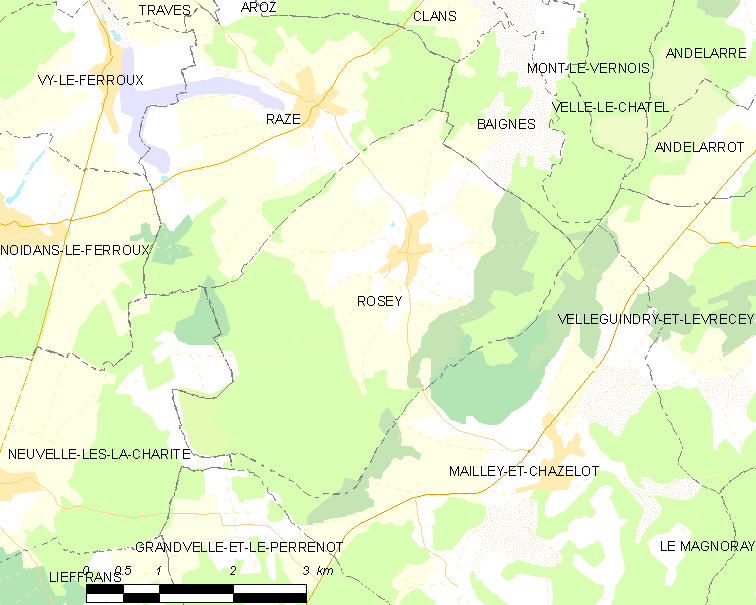
Карта коммуны

Коммуна расположена приблизительно в 310 км к юго-востоку от Парижа, в 36 км севернее Безансона, в 12 км к юго-западу от Везуля.

## Население
Население коммуны на 2010 год составляло 263 человека.
| 1962 | 1968 | 1975 | 1982 | 1990 | 1999 | 2010 |
| ---- | ---- | ---- | ---- | ---- | ---- | ---- |
| 209  | 225  | 224  | 243  | 216  | 197  | 263  |

## Администрация
| Период | Период | Фамилия          | Партия | Примечания |
| ------ | ------ | ---------------- | ------ | ---------- |
| 2001   | 2008   | Кристиан Гаконне |        |            |
| 2008   | 2014   | Кристоф Рерг     |        |            |

## Экономика
В 2010 году среди 170 человек трудоспособного возраста (15—64 лет) 133 были экономически активными, 37 — неактивными (показатель активности — 78,2 %, в 1999 году было 69,2 %). Из 133 активных жителей работали 121 человек (67 мужчин и 54 женщины), безработных было 12 (4 мужчины и 8 женщин). Среди 37 неактивных 8 человек были учениками или студентами, 22 — пенсионерами, 7 были неактивными по другим причинам.

## Достопримечательности
- Бывший монастырь (XV век). Исторический памятник с 2008 года[3]
- Церковь Св. Варфоломея (восстановлена в 1771 году)
- Музей Мориса Липси